# Initef-Aa
Sekhemra-upmaat Initef-Aa, a volte riportato come Antef VI (fl. XVI secolo a.C.), è stato un faraone della XVII dinastia egizia.

## Biografia
Il nomen di questo sovrano è seguito dall'epiteto Aa ossia grande da intendersi come il vecchio e questo, insieme a un'iscrizione sul coperchio del suo sarcofago, porta a pensare che fosse il fratello maggiore di Sekhemra-heruhermaat Initef.
Di Initef-Aa sappiamo poco altro tranne che la madre ebbe l'appellativo di Grande sposa reale e che di conseguenza lui sarebbe stato figlio di re. È anche vero che talvolta venne attribuito tale epiteto proprio per giustificare le pretese al trono.
Il nome non compare nel Canone Reale, a causa di una lacuna nella colonna 11.
Secondo una diversa lettura dei dati in nostro possesso alcuni studiosi avanzano l'ipotesi che Initef-Aa fosse figlio, e successore, di Sobekemsaf II spostando quindi Nebukheperra Iniotef (Antef V) all'inizio della dinastia. Questa ipotesi contrasta però con la sequenza riportata dal Canone Reale.

## Liste Reali
| Nome Horo | Canone Reale            | Anni di regno | Altri nomi |
| Upmaat    | probabilmente in lacuna | circa 10      | Antef VI   |

## Titolatura
| G5 |

| G5 |

| F13 | p · Z10 | U4 | D36 · t |

| F13 | p · Z10 | U4 | D36 · t |

| F13 | p · Z10 | U4 | D36 · t |

| F13 | p · Z10 | U4 | D36 · t |

| F13 | p · Z10 | U4 | D36 · t |

| F13 | p · Z10 | U4 | D36 · t |

| F13 | p · Z10 | U4 | D36 · t |

| F13 | p · Z10 | U4 | D36 · t |

| G16 |

| G16 |

|  |

| G8 |

| G8 |

|  |

| M23 · X1 | L2 · X1 |

| M23 · X1 | L2 · X1 |

| N5 | Y8 | F13 | p · Z10 | U4 | D36 · t |

| N5 | Y8 | F13 | p · Z10 | U4 | D36 · t |

| N5 | Y8 | F13 | p · Z10 | U4 | D36 · t |

| N5 | Y8 | F13 | p · Z10 | U4 | D36 · t |

| N5 | Y8 | F13 | p · Z10 | U4 | D36 · t |

| N5 | Y8 | F13 | p · Z10 | U4 | D36 · t |

| N5 | Y8 | F13 | p · Z10 | U4 | D36 · t |

| N5 | Y8 | F13 | p · Z10 | U4 | D36 · t |

| G39 | N5 |

| G39 | N5 |

| W25 | n · t | f · O29 |

| W25 | n · t | f · O29 |

| W25 | n · t | f · O29 |

| W25 | n · t | f · O29 |

| W25 | n · t | f · O29 |

| W25 | n · t | f · O29 |

| W25 | n · t | f · O29 |

| W25 | n · t | f · O29 |

## Datazioni alternative
| Autore | Anni di regno         |
| ------ | --------------------- |
| Ryholt | 1573 a.C. - 1571 a.C. |
| Franke | 1570 a.C. - 1560 a.C. |